# Rüdiger Vogler
Rüdiger Vogler (Warthausen, 14 de mayo de 1942) es un actor alemán.

## Vida
Entre 1963 y 1965 acudió a una escuela de actores en Heidelberg. Después actuó seis años en el Theater am Turm de Fráncfort del Meno, a menudo en obras de Peter Handke. También actuó en el Théâtre des Amandiers cerca de París y en el Festival de Salzburgo.
Su primer papel en una película fue en la producción para televisión Chronik der laufenden Ereignisse, de Peter Handke. Empezó su carrera en el cine, que durante dos décadas estuvo estrechamente ligada con el director Wim Wenders, con El miedo del portero ante el penalti (1971), Alicia en las ciudades (1973), Falso movimiento (1975, película por la que recibió el Filmband in Gold), En el curso del tiempo (1976), Hasta el fin del mundo (1991), ¡Tan lejos, tan cerca! (1993) e Historias de Lisboa (1994). En el año 2009 fue nominado al Deutscher Filmpreis por su papel de farmacéutico en la película Effi Briest.
Además de sus papeles en el cine ha participado en distintas producciones televisivas, como Tatort, Derrick y Der Alte. Con frecuencia participa en producciones extranjeras, normalmente francesas. Reside en París y en Mittelbuch, cerca de Biberach an der Riß.

## Filmografía (selección)
- 1966 Publikumsbeschimpfung
- 1968 Meine Mutter macht Mist mit mir
- 1971 Chronik der laufenden Ereignisse
- 1972 Die Angst des Tormanns beim Elfmeter
- 1973 Der scharlachrote Buchstabe
- 1974 Alicia en las ciudades
- 1975 Falso movimiento
- 1976 En el curso del tiempo
- 1977 Gruppenbild mit Dame
- 1977 La mujer zurda
- 1981 Las hermanas alemanas
- 1981 Beate und Mareile
- 1986 Väter und Söhne
- 1987 Das Treibhaus
- 1989 Pink Palace Paradise Beach
- 1989 El investigador
- 1991 Hasta el fin del mundo
- 1991 Anna Göldin – Letzte Hexe
- 1992 Tatort: Bienzle und der Biedermann
- 1992 Derrick
- 1993 In weiter Ferne, so nah!
- 1993 Das Sahara-Projekt
- 1994 Les Milles
- 1994 Historia de Lisboa
- 1994 Rosa Roth
- 1995 Der Alte
- 1995 Wolffs Revier
- 1995 Los hermanos Skladanowsky
- 1996 Les allumettes suédoises
- 1998 Die Männer vom K3
- 1998 Hallo, Onkel Doc!
- 1999 La condena de los dioses - mañana muere Berlín
- 1999 Doppelter Einsatz
- 1999 Sunshine
- 2000 Anatomía
- 2001 Los hermanos Sass
- 2002 Die achte Todsünde: Toskana-Karussell
- 2002 Bella Block
- 2003 Großstadtrevier
- 2004 SOKO Leipzig
- 2005 Fuga de Colditz
- 2005 Der letzte Zeuge
- 2005 Drei teuflisch starke Frauen
- 2006 La monja y el comisario
- 2007 Der Staatsanwalt
- 2007 Was heißt hier Oma!
- 2007 Colonia Brigada Criminal
- 2008 De brief voor de koning
- 2008 SOKO 5113
- 2008 Anonyma – Una mujer en Berlín
- 2009 OSS 117, perdido en Río...
- 2009 Effi Briest
- 2009 Die Rosenheim-Cops
- 2009 Nichts als Ärger mit den Männern
- 2010 Geheimsache Ghettofilm
- 2010 Kein Geist für alle Fälle
- 2011 Tatort
- 2011 Das Blaue vom Himmel
- 2011 Polizeiruf 110
- 2012 Anleitung zum Unglücklichsein
- 2012 Zum Kuckuck mit der Liebe
- 2012 Ein Sommer im Elsass
- 2013 Ruby, la última viajera del tiempo
- 2014 Die Fischerin
- 2014 Zafiro